# La Pietat (Girona)
La Pietat és una església de Girona inclosa a l'Inventari del Patrimoni Arquitectònic de Catalunya.

## Descripció
Dedicada a la Mare de Déu de la Pietat, frontis a la façana, damunt de la porta i en mal estat, és d'una sola nau amb coberta de volta de canó amb una llanterna al mig. Té un cor amb balustrades de pedra d'estil renaixentista, tot i que les voltes que el sostenen tenen reminiscències gòtiques. La seva façana és sòbria i senzilla de pedra polida, amb accés per porta de llinda planera i una lluneta al damunt amb guardapols de motllures. Al damunt rellotge, aigual que la lluneta anterior, del 1926. La façana es clou amb una cornisa de motllures i un campanar al costat dret, rectangular. Al 1978 fou reformada i adequada als temps actuals. A la nau hi dona una petita sagristia.
Cal destacar a l'interior una imatge de la Pietat de l'artista gironí FITA, igual que el Crist de l'altar que és de l'escultora Pia Crozet.
La rectoria annexa a la dreta és de la mateixa època que l'església.

## Història
A la façana, a banda i banda de la porta d'accés, hi ha dues finestres tapiades amb data de 1572 i dins la nau la data de 1582. A la façana, al costat dret, hi ha la inscripció: "A TRES DE NOVEMBRE DE L'ANY 1617, PRESIDINT LA PARROCHIA DE STA LLOGAYA. DESTERPIAEN. LA ARRIBAR. FINS. ASL. LA. AIGUADA. DE DILUVI", referent a un aiguat molt fort que feu fugir la gent a les muntanyes, en què l'aigua arribà a l'alçada de 16 pams. Al 1928 passà a ser parròquia que agafava fins Montjuïc.